# Kraftsdorf
Kraftsdorf is een gemeente in de Duitse deelstaat Thüringen, en maakt deel uit van de Landkreis Greiz.
Kraftsdorf telt 3.730 inwoners.